# Fredrik Wilhelm Scholander

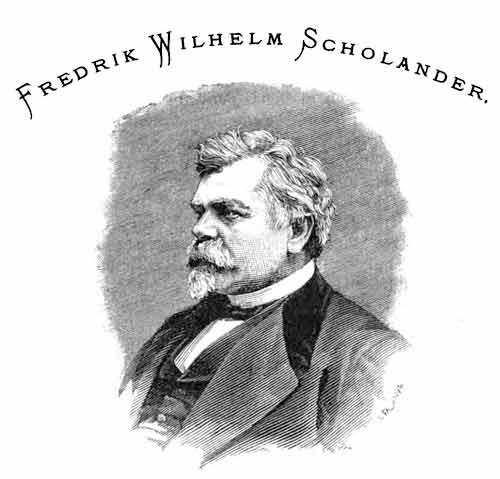
Fredrik Wilhelm Scholander

Fredrik Wilhelm Scholander (23 de junio de 1816-9 de mayo de 1881) fue un arquitecto y artista sueco.

## Biografía

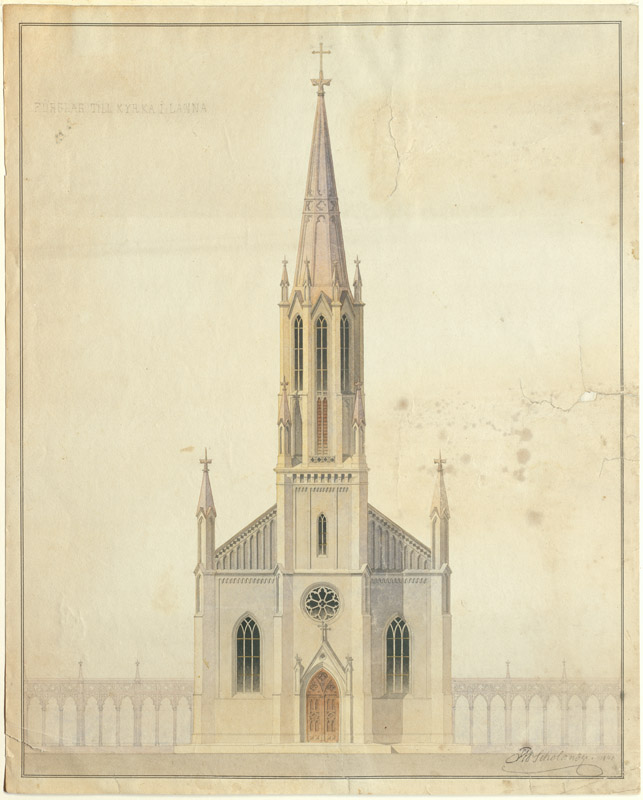
Dibujo de la Iglesia de Lannaskede-Myresjö (1841).

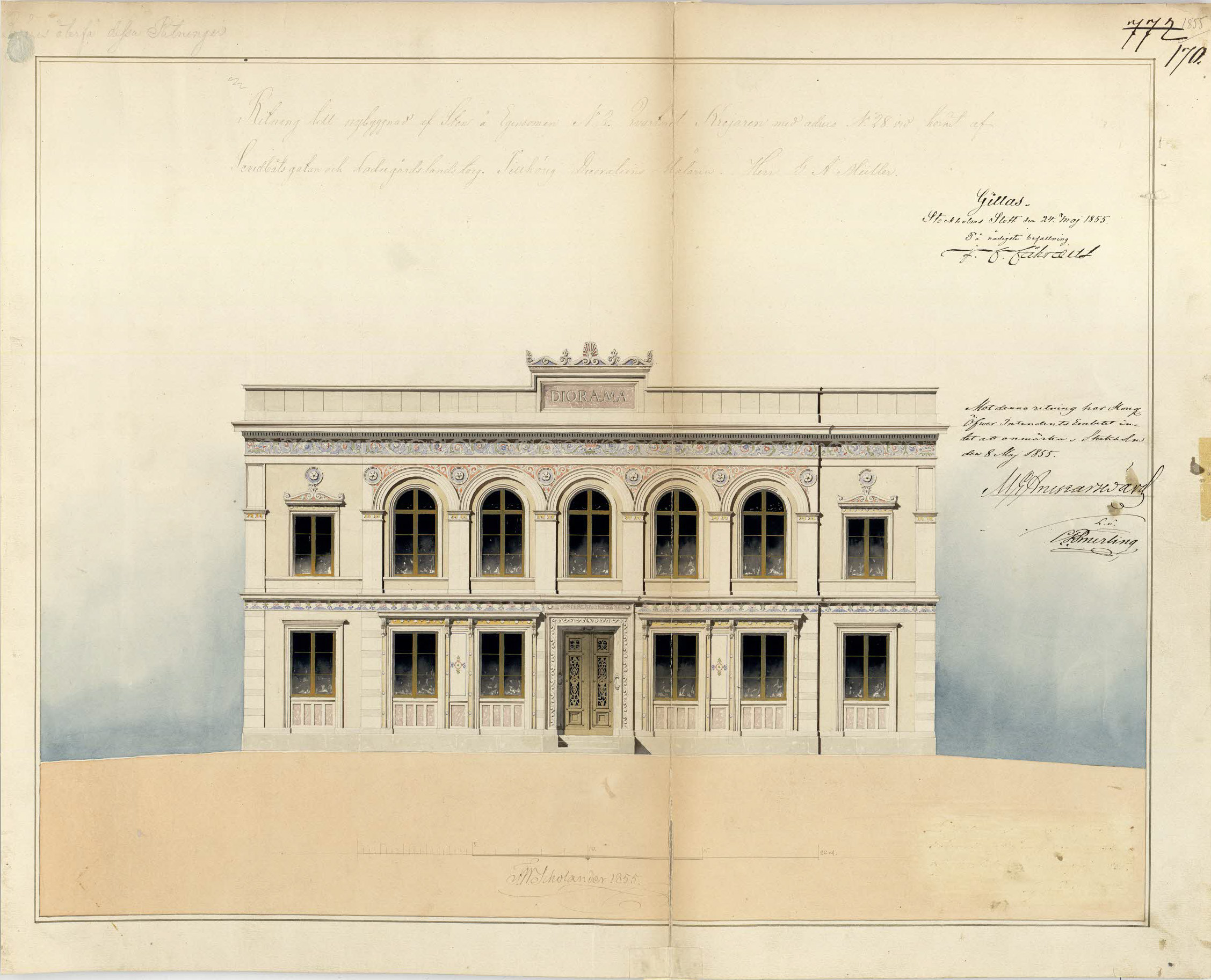
Dibujo del Ladugårdslandsteatern (1855).

Fredrik Wilhelm Scholander nació en Estocolmo. Era hijo de Georg Fredrik Scholander  (1785-1825) y Karin Nyström (1786-1866). Su madre era hermana del arquitecto Per Axel Nyström (1793-1868). Quedó huérfano a los nueve años de edad y su tío se convirtió en su padre adoptivo. Scholander estudió arte en 1831 en la Real Academia Sueca de las Artes. Se estableció en París durante 1841, donde durante dos años fue estudiante de Louis-Hippolyte Lebas (1782-1867) en la École des Beaux-Arts.
Fue llamado en 1847 como viceprofesor y después como profesor completo de arquitectura de la Real Academia Sueca de las Artes en 1848. Formó a muchos arquitectos suecos de la siguiente generación, entre ellos Helgo Zettervall (1831-1907) e Isak Gustaf Clason (1856-1930). Desde 1851-53 fue director y entre 1851-66 sirvió como tesorero. En 1868, se convirtió en secretario de la academia, puesto que mantuvo hasta su muerte.
Entre sus obras principales se hallan la Sinagoga de Estocolmo, el edificio escolar del Katedralskolan en Uppsala, el museo del condado en Växjö, Stadshotellet en Mariestad, el antiguo edificio del Real Instituto de Tecnología sobre Drottninggatan en Estocolmo, la cripta real de los Bernadotte en Riddarholmskyrkan, así como varios interiores del Palacio de Drottningholm y del Palacio de Estocolmo.

## Vida personal
Scholander se casó con su prima Carin Nyström (1830-1912). Tuvieron siete hijos; entre ellos el músico y compositor Sven Scholander (1860-1936) y la artista Anna Boberg (1864-1935). Scholander murió en 1881 y fue enterrado en Norra Begravningsplatsen en Solna.

## Galería

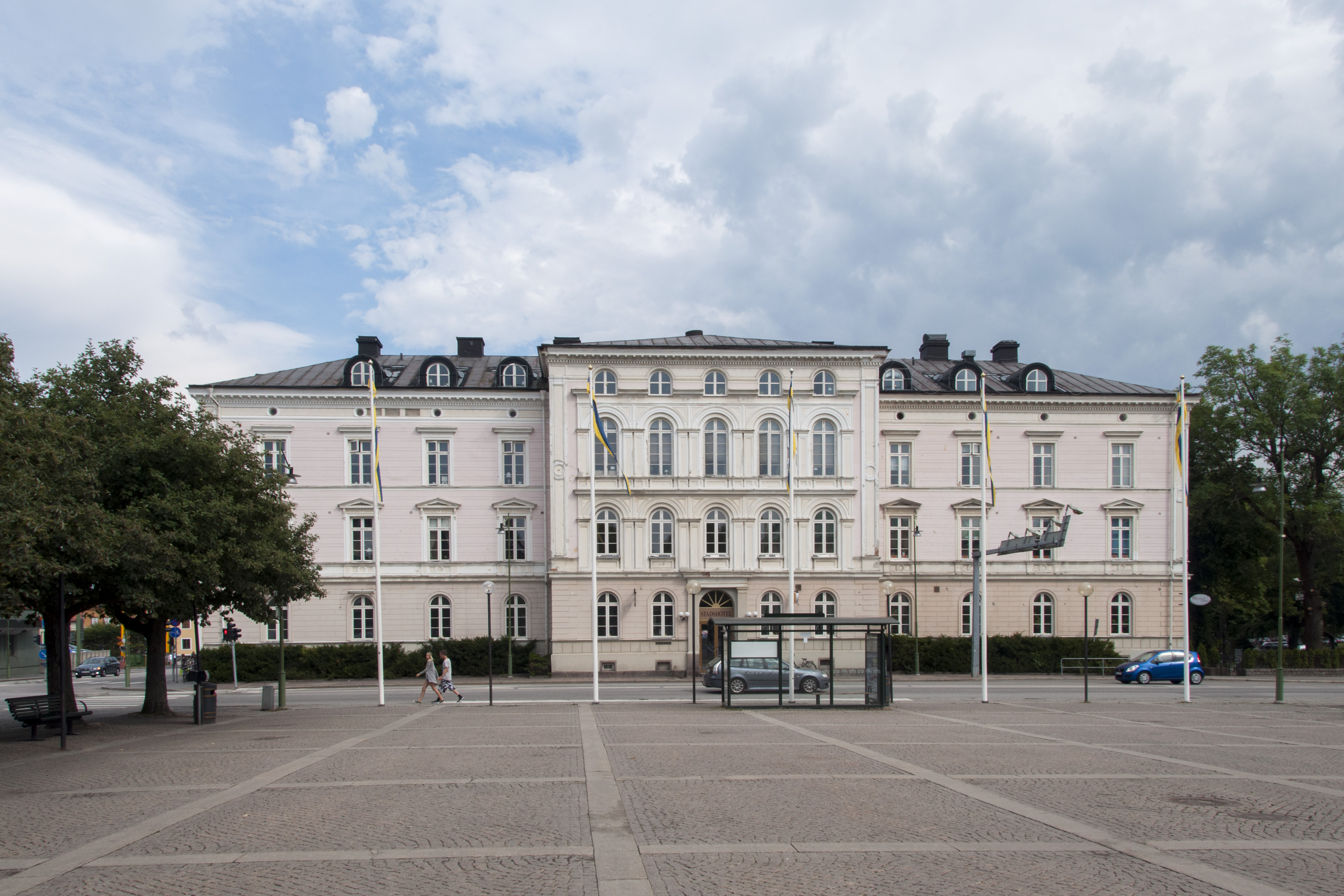
Stadshotellet, Mariestad
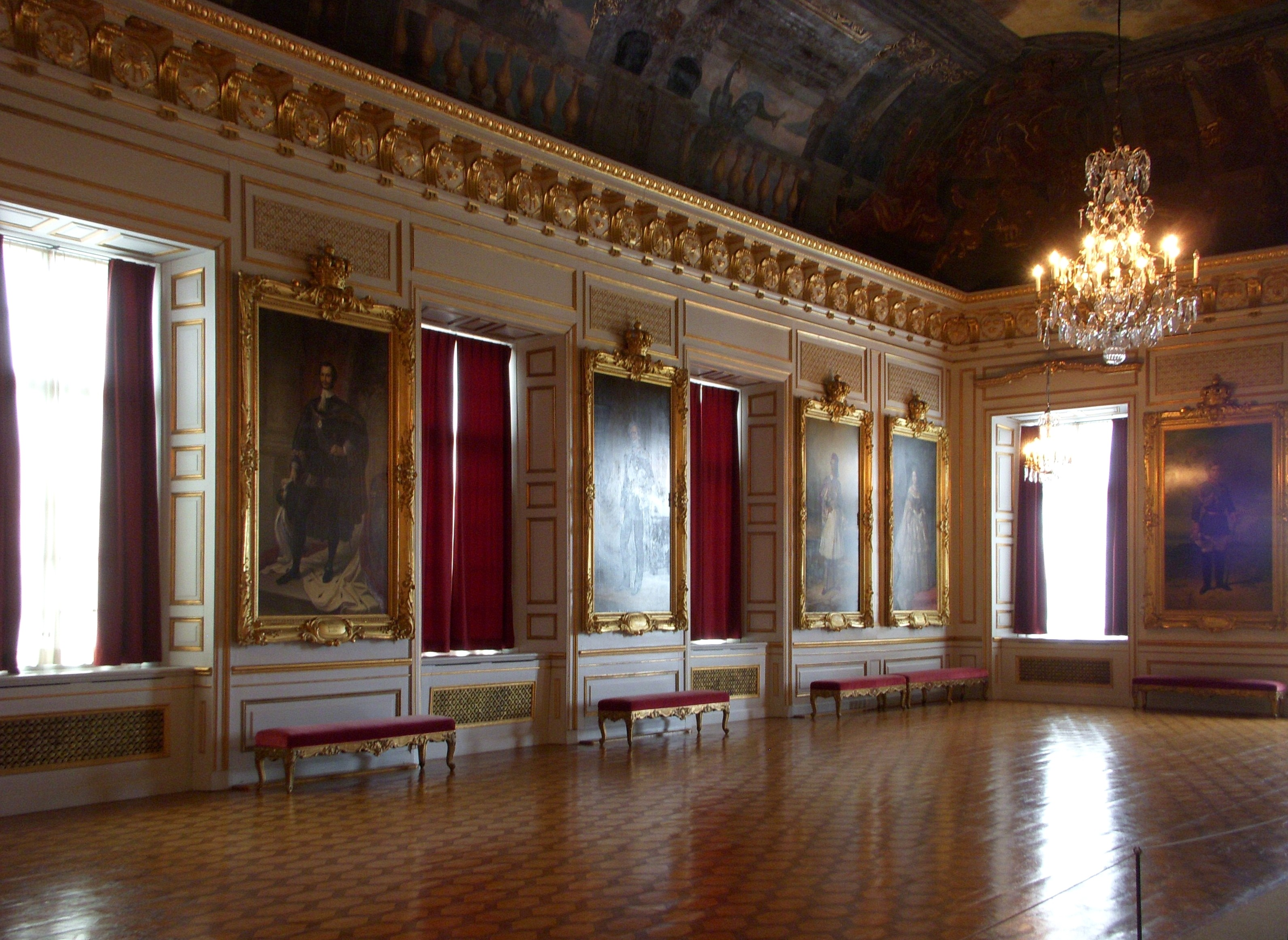
Rikssalen en el Palacio de Drottningholm
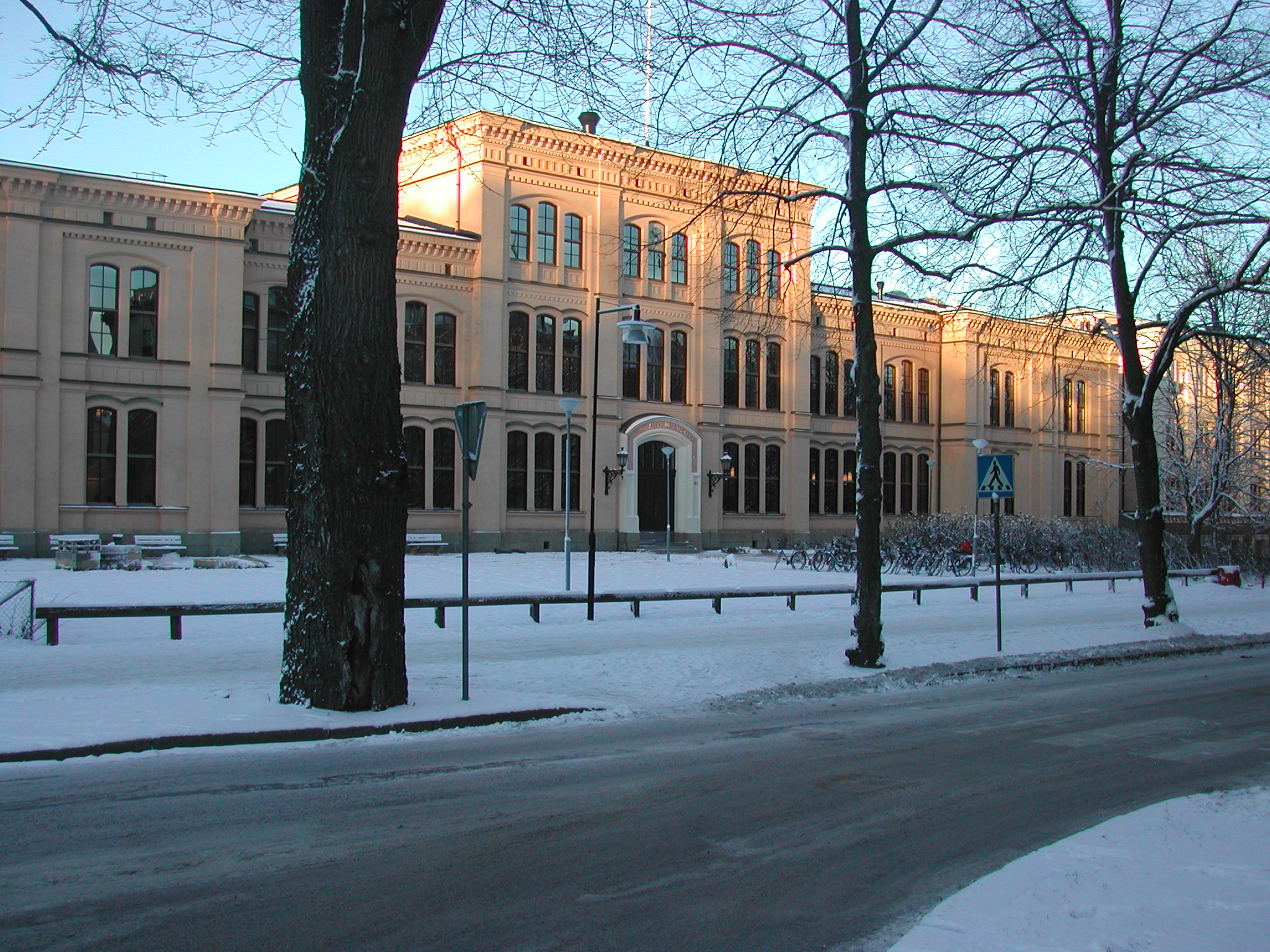
Katedralskolan, Uppsala
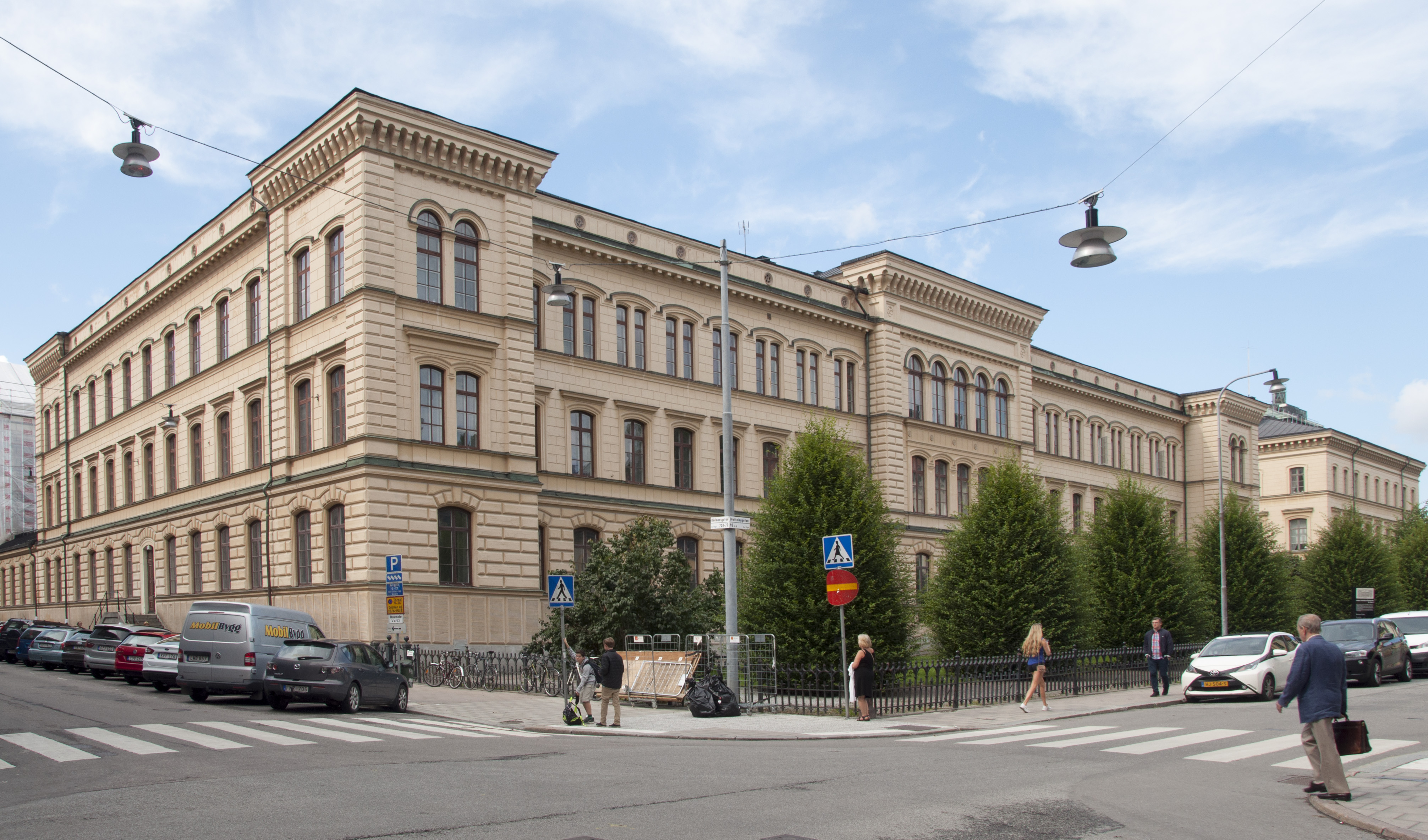
Real Instituto de Tecnología, Estocolmo
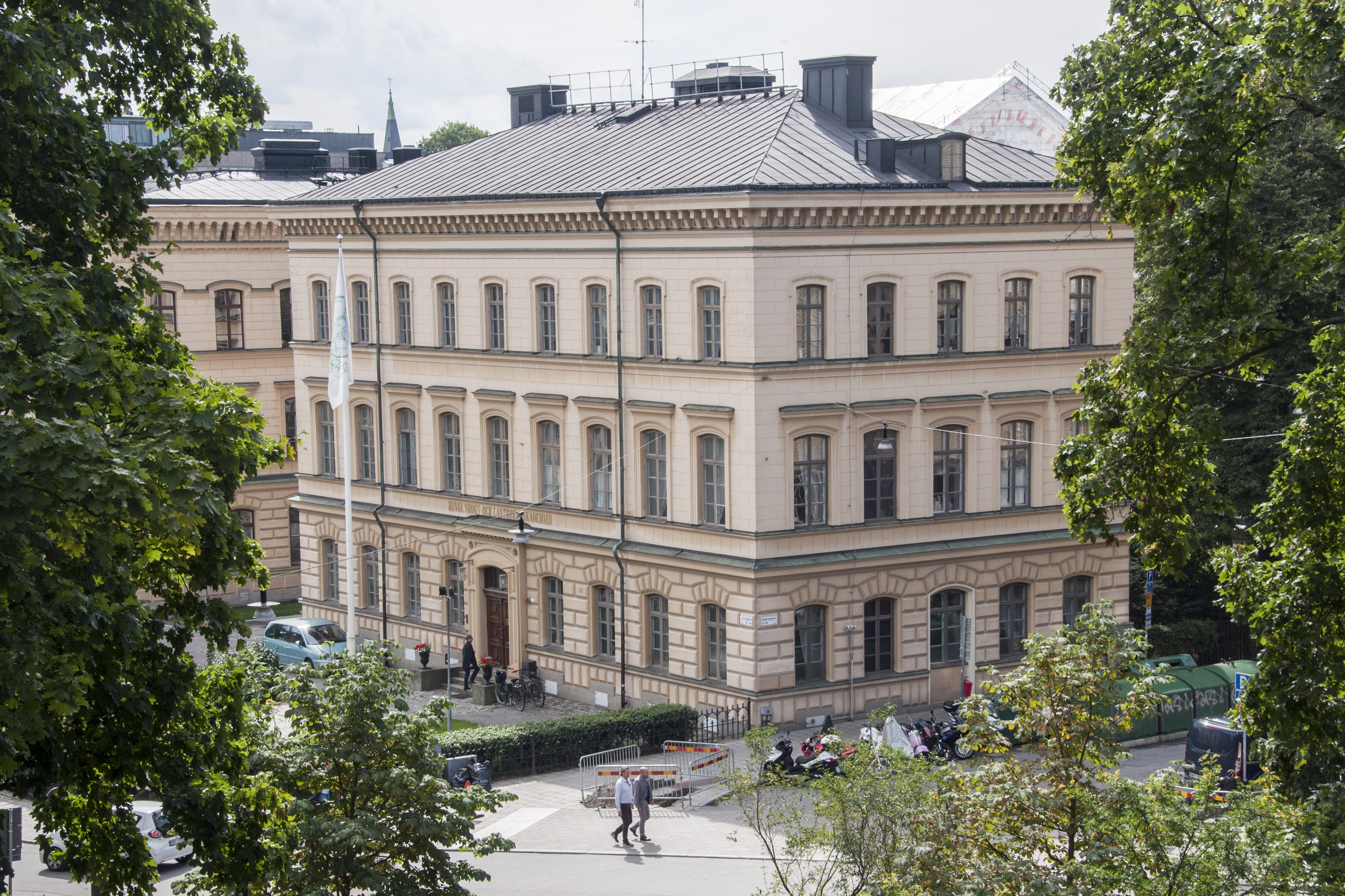
Academia Real de Bosques y Agricultura
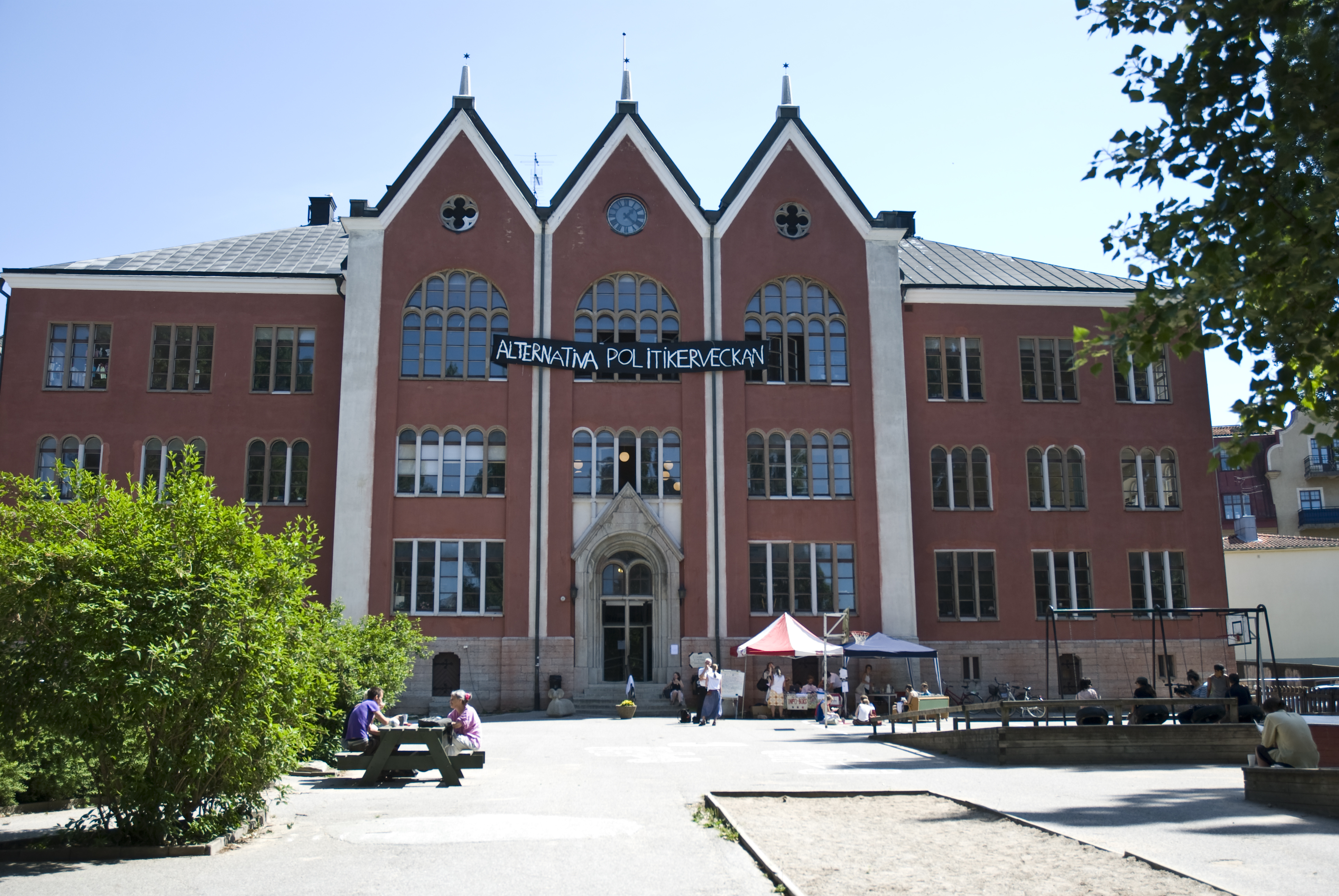
S:t Hans-skolan, Visby
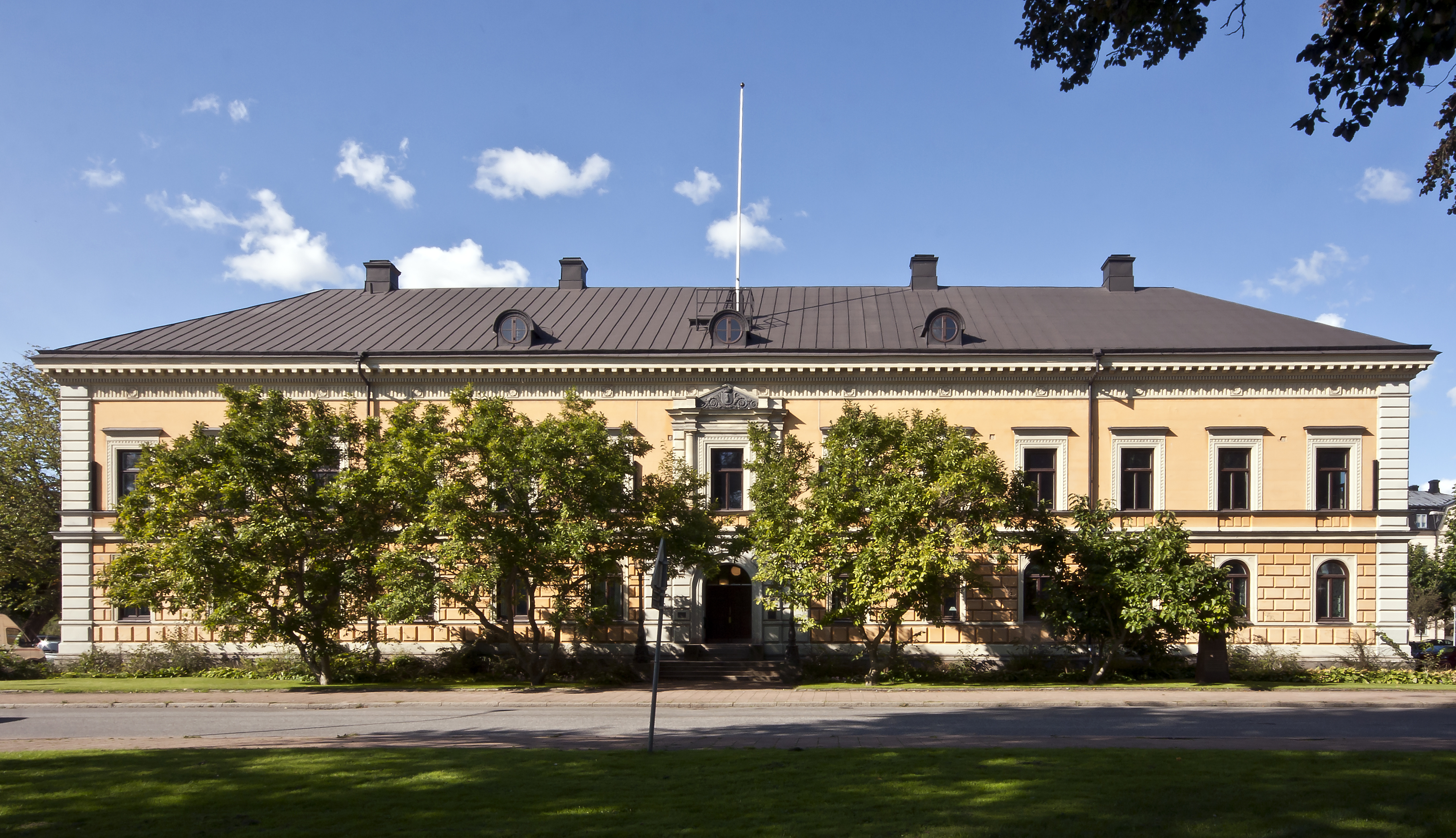
Länsresidenset, Kristianstad
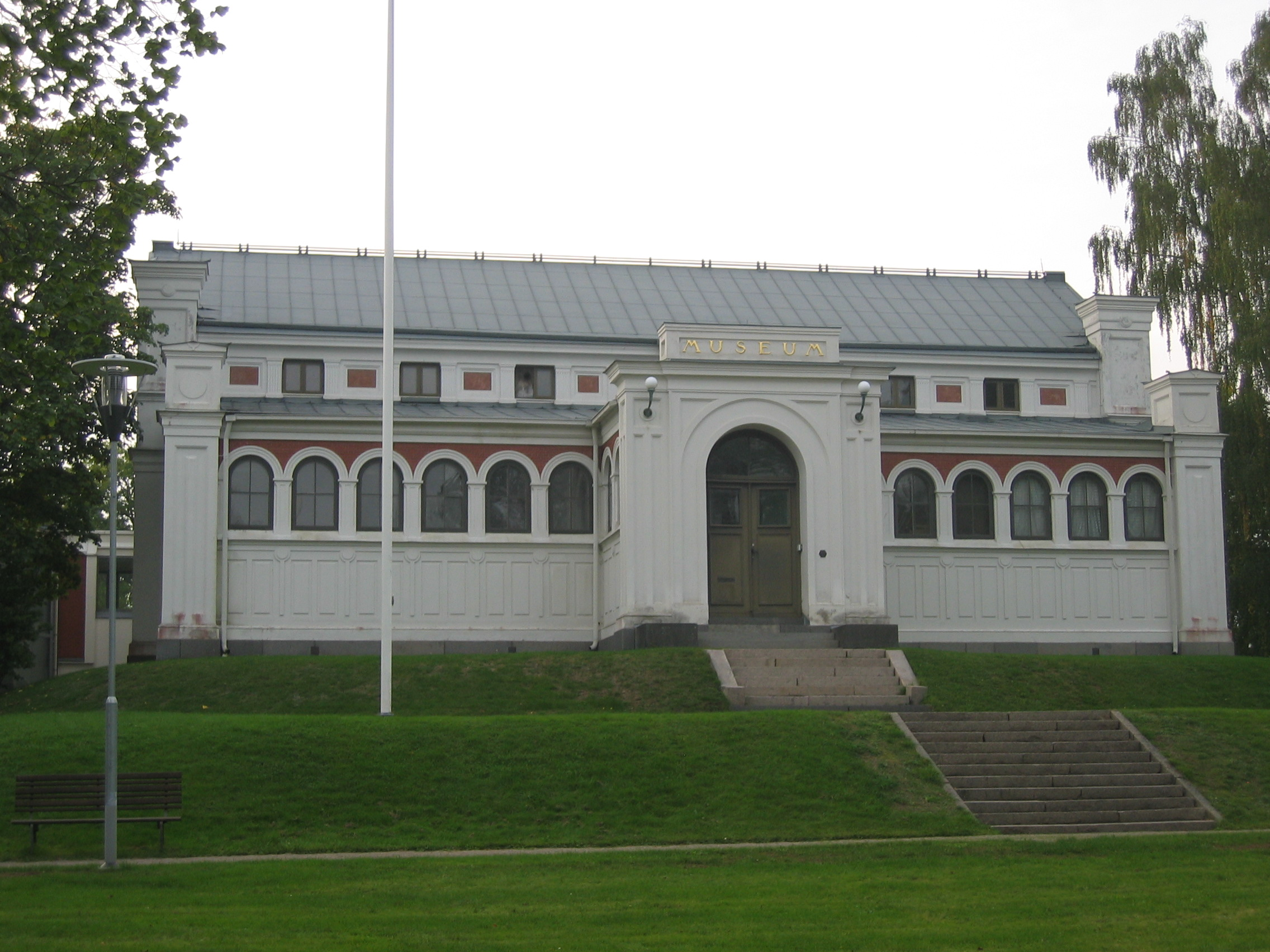
Museo de Småland, Växjö